# Malostranská beseda
Malostranská beseda je bývalá Malostranská radnice. Tvoří ji pozdně renesanční nárožní budova čp. 35/21 v Praze 1, na východní straně Malostranského náměstí, s boční fasádou do Letenské ulice a dvorem do Josefské ulice, v centru Malé Strany. Je chráněna jako kulturní památka a od 1. července 2024 také jako národní kulturní památka.

## Dějiny

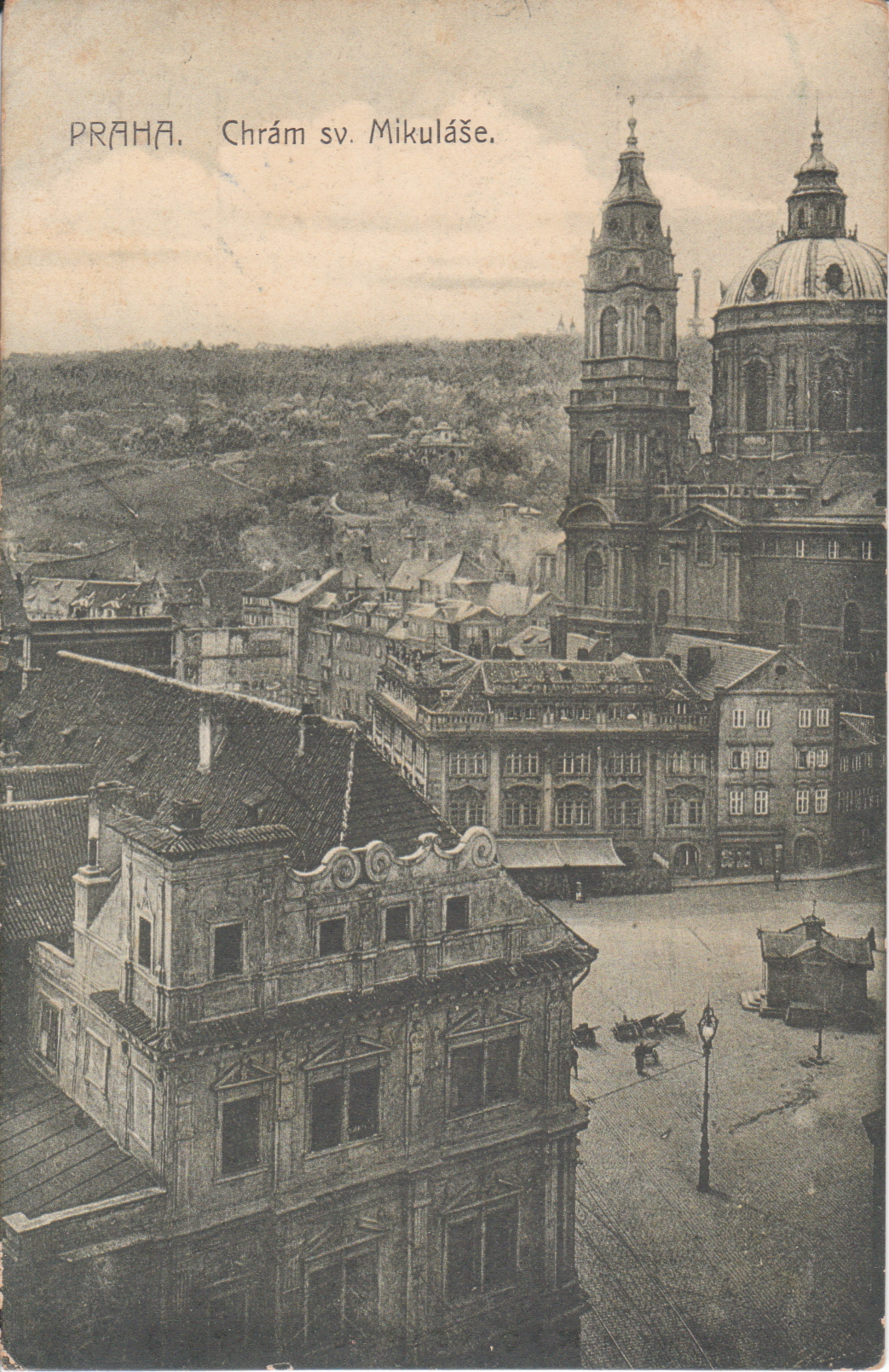
Malostranská beseda v popředí vlevo, před reinstalací věží na historické fotografii z roku 1912. Uprostřed je Grömlingovský palác, vpravo část chrámu sv. Mikuláše

Malostranská beseda je bývalá radniční budova, v pořadí třetí svého účelu. První malostranská radnice stála na protější straně náměstí mezi románským kostelíkem sv. Václava a  gotickým kostelem sv. Mikuláše. Ta se připomíná ve zprávě z roku 1407, celý dům i  s  úředními písemnostmi však lehly popelem ve dnech 4.–5. listopadu roku 1419  po útoku husitů v čele s Janem Žižkou a Mikulášem z Husi, kteří také uloupili všechny cenné věci. Radniční městiště pak dlouho zůstalo pusté a za radnici provizorně sloužil dům čp. 271/III v jižní části náměstí, který městu odkázal Václav z Bítova. V jeho nádvoří se z té doby dochovaly portály městského vězení a železná vrata.
Roku 1478 koupili malostranští měšťané od Jana Tovačovského z Cimburka pozemek pro výstavbu nové, v pořadí třetí radnice, na níž stával pohořelý Šternberský dům. Radnici postavili v gotické podobě během necelých dvou let. Z gotického období se zachovaly jen dva sklepy v suterénu, které sloužily jako šatlava – malostranské vězení.  Gotická budova byla zásadně poškozena požárem z roku 1503, zatímco zhoubný požár Malé Strany a Pražského hradu z roku 1541 se jí nedotkl.  Stavební změny z 80. let 16. století zaznamenal ve své básni Blažej Jičínský a dokládají je rozdíly na dvou vedutách z let 1562 (Vratislavský prospekt) a 1606 (Sadelerův prospekt). Radnice tehdy sestávala ze dvou nestejně vysokých nesouměrných domů, vyšší měl dlátkovou střechu, nižší sedlovou střechu s věžičkou. Obě budovy již měly podloubí. 
Významnou historickou roli sehrála radnice v roce 1575, kdy byla v radní síni sepsána tzv. česká konfese, podklad pro jednání o svobodě vyznání v Českém království.  Tuto událost připomíná bronzová pamětní deska na budově. Následně byl do radní síně umístěn alegorický obraz Spravedlnosti (Iusticia) od pražského rudolfínského malíře Bartoloměje Sprangera (nyní vystavený v Národní galerii) a osazeny vstupní intarzované dveře síně s nápisem „Senatus“, ty byly koncem 18. století přeneseny do Staroměstské radnice. Mariánská kaple v 1. patře radnice měla oltářní obraz Ukládání Krista do hrobu, který byl po jejím odsvěcení přenesen do Thunovské kaple Svatovítské katedrály.  Při vpádu pasovského vojska na Malou Stranu v roce 1611 utrpěla budova značné škody a proto musela být opravena a přestavěna.
Svou pozdně renesanční až raně barokní podobu budova získala při přestavbě v letech 1617–1622. Autorem staršího projektu byl pravděpodobně Giovanni Maria Filippi, který pro Malou Stranu vytvořil také návrh na kostel Nejsvětější Trojice (nyní Panny Marie Vítězné) a pro dluhy z Prahy musel uprchnout již roku 1612..  Stavbu proto vedl stavitel a kameník Giovanni Baptista Bossi, zvaný de Campione, jemuž lze připsat zajímavé kamenické detaily na fasádě, jako maskarony a polofigury atlantů na pilastrech. Vlivem bouřlivých politických a válečných událostí se stavba protáhla až do období po třicetileté válce.  Dříve, než byly práce dokončeny, byl dům v roce 1648 poničen a vydrancován švédskými vojsky při obléhání Prahy. Roku 1660 jej opravil a zčásti upravil do barokní podoby Vilém Oppenried.
Do roku 1784 sloužila budova jako radnice, poté byly městské části (Hradčany, Staré Město, Nové Město a Malá Strana) sloučeny do jednoho celku, a správa byla přesunuta na Staroměstskou radnici. V letech 1784–1793 pak došlo k dalším stavebním úpravám domu pro potřeby fiskálního úřadu a berního archivu. V suterénu byla objevena knihovna humanisty Václava Vřesovce z Vřesovic, odkázaná městu roku 1583, a ukrytá radními po bělohorské bitvě. Ve 20. letech 19. století ještě provedl architekt Josef Kaura zásadní vnější architektonické změny, s povolením gubernia a z nařízení magistrátu dal ze statických důvodů snést věže s báněmi a následně ještě zazdít arkády podloubí. Arkády byly z větší části obnoveny roku 1949. V roce 1870 bylo při stavbě školy v Josefské ulici čp. 626/III z původně čtyřkřídlé budovy radnice ubouráno její severní křídlo někdejšího radničního pivovaru.

## Současnost

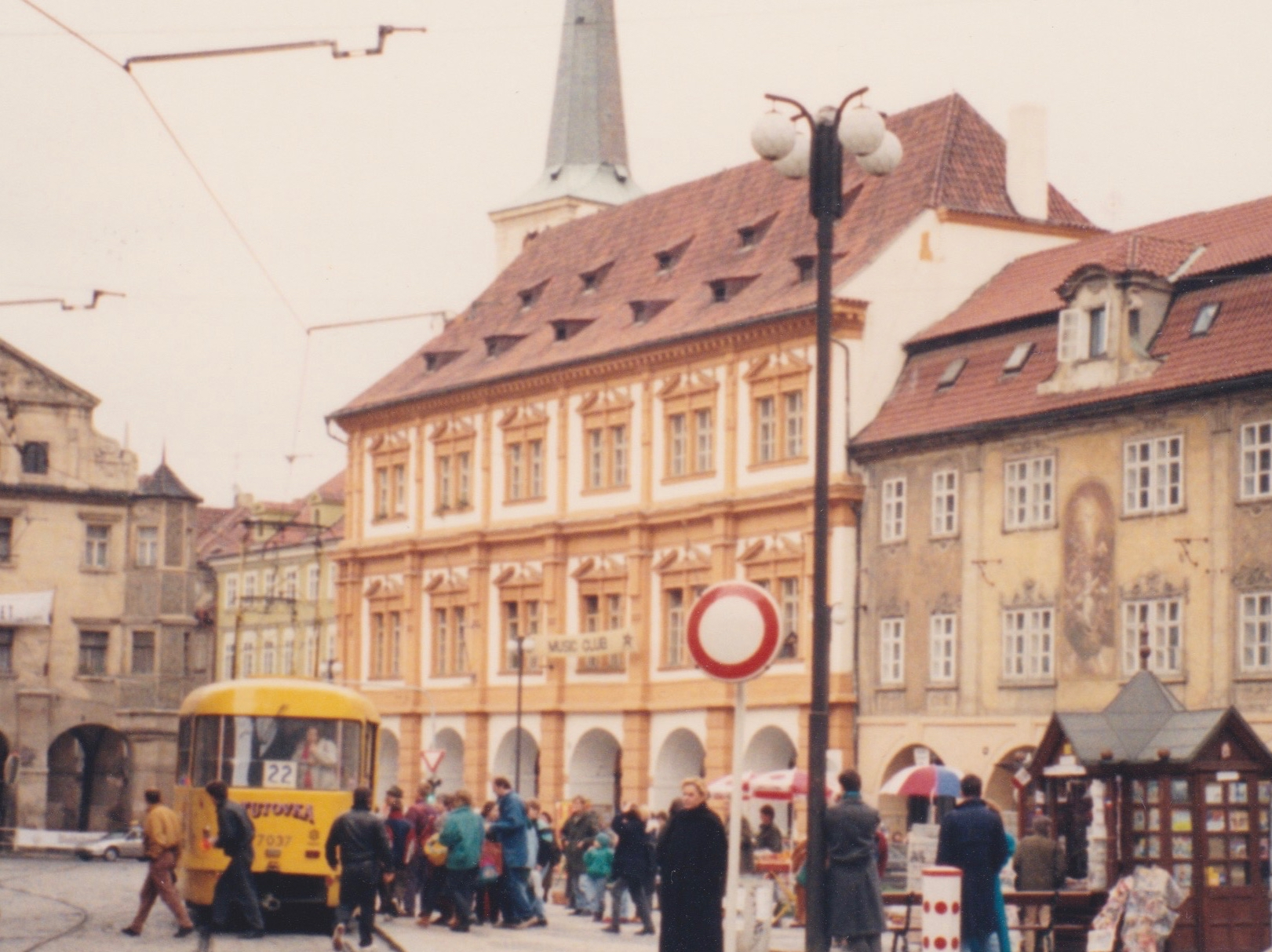
Malostranská beseda v roce 1993, před dostavbou věží

Již od poloviny 19. století radniční budova sloužila jako Malostranská beseda – vlastenecký  společenský klub s pivnicí. V současnosti je rozšířena o koncertní sál a restauraci s Malostranskou kavárnou. Jde o jedno z kulturních center Malé Strany, které se nachází, mimo jiné, při hlavní turistické trase starou Prahou, na tzv. Královské cestě  od Prašné brány přes Staroměstského náměstí přes Karlův most na Malou Stranu a odtud pak dále na Pražský hrad.

### Rekonstrukce 2006–2009
V letech 2006–2009 prošla bývalá radniční budova rozsáhlou rekonstrukcí. Podle původních plánů měla rekonstrukce začít již v roce 2004 a být dokončena koncem roku 2005, ale při stavebně historickém průzkumu vyšlo postupně najevo, že dům je v mnohem horším stavu, než se původně předpokládalo, a celá rekonstrukce nakonec zabrala více než tři roky. Ve velmi špatném stavu byl například jedinečný renesanční krov, který se nakonec podařilo restaurátorům za použití dobových tesařských technik zachránit. Významným zásahem do vzhledu byla obnova věží, které se na budově nacházely od 17. století do roku 1828, kdy byly, pravděpodobně kvůli nestabilitě, odstraněny.  Předlohou pro rekonstrukci byla jen mědirytina J. J. Dietzlera z roku 1743, protože stavební plány se nedochovaly. Znovuvýstavbě věží předcházela dlouhá veřejná i odborná diskuse o smysluplnosti a správnosti takovéhoto zásahu do vzhledu Malostranského náměstí. Problematické bylo i samotné technické řešení osazení věží, protože původní budova z 15. století nebyla konstruována tak, aby věže unesla, a až v 17. století byl instalován dřevěný systém, který roznášel hmotnost věží do celé konstrukce budovy. Tento systém byl při poslední rekonstrukci odstraněn a nahrazen systémem ocelovým.